# Championnat de France des rallyes 2025
Navigation
Championnat 2024 Championnat 2026
Le Championnat de France des rallyes 2025, 59e édition organisée par la Fédération Française du Sport Automobile, se dispute du 13 mars au 30 novembre 2025 sur deux championnats répartis entre 9 épreuves « asphalte » et 7 épreuves « terre ».

## Épreuves

### Asphalte
| Manche | Date            | Rallye                            | Vainqueur         | Copilote            | Voiture                     |
| ------ | --------------- | --------------------------------- | ----------------- | ------------------- | --------------------------- |
| 1      | 13-15 mars,     | Rallye du Touquet-Pas-de-Calais   | Stéphane Lefebvre | Andy Malfoy         | Toyota GR Yaris Rally2 (en) |
| 2      | 24-26 avril,    | Rallye Rhône-Charbonnières        | Yoann Bonato      | Benjamin Boulloud   | Citroën C3 Rally2 (en)      |
| 3      | 16-18 mai,      | Rallye Antibes Côte d'Azur        | Yoann Bonato      | Benjamin Boulloud   | Citroën C3 Rally2           |
| 4      | 13-15 juin      | Rallye Vosges - Grand-Est         | Yoann Bonato      | Benjamin Boulloud   | Citroën C3 Rally2           |
| 5      | 3-5 juillet     | Rallye Aveyron Rouergue Occitanie | Éric Camilli      | Thibault de la Haye | Hyundai i20 N Rally2 (en)   |
| 6      | 4-6 septembre   | Rallye Mont-Blanc Morzine         |                   |                     |                             |
| 7      | 26-28 septembre | Rallye Cœur de France             |                   |                     |                             |
| 8      | 23-25 octobre   | Critérium des Cévennes            |                   |                     |                             |
| 9      | 27-30 novembre  | Rallye du Var                     |                   |                     |                             |

### Terre
| Manche | Date          | Rallye                                                | Vainqueur       | Copilote      | Voiture                |
| ------ | ------------- | ----------------------------------------------------- | --------------- | ------------- | ---------------------- |
| 1      | 4-6 avril     | Rallye Terre des Causses                              | Laurent Pellier | Kévin Bronner | Škoda Fabia RS Rally2  |
| 2      | 2-4 mai       | Rallye Castine Terre d'Occitanie                      | Laurent Pellier | Kévin Bronner | Škoda Fabia RS Rally2  |
| 3      | 29-31 mai     | Rallye Terre d'Aleria - Aleria Historic Rally - Corse | Laurent Pellier | Kévin Bronner | Škoda Fabia RS Rally2  |
| 4      | 12-13 juillet | Rallye Terre de Découverte                            | Pablo Sarrazin  | Yannick Roche | Citroën C3 Rally2 (en) |
| 5      | 29-31 août    | Rallye Terre de Lozère                                |                 |               |                        |
| 6      | 4-6 octobre   | Rallye Terre des Cardabelles Millau - Aveyron         |                 |               |                        |
| 7      | 8-10 novembre | Rallye Terre de Vaucluse                              |                 |               |                        |

## Championnat asphalte

### Attribution des points
Les points sont attribués aux 10 premiers équipages classés inscrits au championnat de France. Tous les équipages classés inscrivent 3 points bonus supplémentaires. Huit résultats sont retenus en fin de saison (sur neuf épreuves).
| Position | 1er | 2e | 3e | 4e | 5e | 6e | 7e | 8e | 9e | 10e |
| Points   | 20  | 15 | 12 | 10 | 8  | 6  | 4  | 3  | 2  | 1   |

### Classement des pilotes
| Pos.     | Pilotes           | TOU | CHA | ANT | VOS | ROU | MBL | CDF | CEV | VAR | Points |
| -------- | ----------------- | --- | --- | --- | --- | --- | --- | --- | --- | --- | ------ |
| 1        | Yoann Bonato      | 2   | 1   | 1   | 1   | 2   |     |     |     |     | 105    |
| 2        | Éric Camilli      | 3   | 2   | Ab. | 2   | 1   |     |     |     |     | 74     |
| 3        | Hugo Margaillan   | 6   | 4   | 4   | 3   | 3   |     |     |     |     | 65     |
| 4        | Réhane Gany       | 4   | Ab. | 2   | 9   | 5   |     |     |     |     | 47     |
| 5        | Raphaël Astier    | 7   | Ab. | 3   | 4   | 6   |     |     |     |     | 44     |
| 6        | Lucas Darmezin    | 9   | 10  | 5   | 7   | 7   |     |     |     |     | 34     |
| 7        | Pablo Sarrazin    | 5   | 3   | -   | -   | -   |     |     |     |     | 26     |
| 8        | Stéphane Lefebvre | 1   | -   | -   | -   | -   |     |     |     |     | 23     |
| 9        | Cédric Robert     | 12  | 16  | 7   | 8   | 8   |     |     |     |     | 25     |
| 10       | Quentin Gilbert   | -   | 9   | -   | 5   | Ab. |     |     |     |     | 16     |
| Sources, |                   |     |     |     |     |     |     |     |     |     |        |

## Médiatisation
Canal+ Sport 360 propose en prime time, pour les neuf manches asphalte, un résumé de 52 minutes dans une émission intitulée « Rallye Club ».